# ریکاردو آلمیدا
ریکاردو آلمیدا (انگلیسی: Ricardo Almeida؛ زادهٔ ۲۹ نوامبر ۱۹۷۶) ورزشکار هنرهای رزمی ترکیبی اهل برزیل است.